# Лонг, Бобби
Ро́берт Джо́зеф Лонг (англ. Robert Joseph Long), более известный как Бо́бби Джо Лонг (англ. Bobby Joe Long, 14 октября 1953 года — 23 мая 2019 года) — американский серийный убийца и насильник. В 1984 году Лонг совершил серию жестоких преступлений во Флориде. Он был казнён смертельной инъекцией в 2019 году, прождав своей казни 34 года.

## Биография
Лонг родился 14 октября 1953 года в городе Кенова (Западная Виргиния). В детстве получил несколько тяжёлых травм головы. Семья Лонга была неблагополучной, его мать вела беспорядочную сексуальную жизнь. Повзрослев, Лонг женился на своей школьной подруге в 1974 году, которая родила ему двоих детей. Лонг имел очень сильную тягу к сексу. Он занимался сексом с женой 3 раза в день, кроме того, он мастурбировал по 5 раз в сутки. Лонг развёлся с женой в 1980 году.
Поведение Лонга изменилось в худшую сторону, после того как он получил обширную черепно-мозговую травму, разбившись на мотоцикле. Ещё во время лечения в госпитале он стал фантазировать о насилии над женщинами. После выписки он стал агрессивен, без повода проявлял жестокость, впал в депрессию и потерял свойственное ему чувство юмора. С 1980 по 1983 года Лонг совершил около 50 изнасилований. Своё первое убийство он совершил в 1983 году. Его психическое состояние ухудшалось, он стал постоянно насиловать и убивать женщин.
Лонг был арестован 16 ноября 1984 года. Он был приговорён к смертной казни. Своей казни он дожидался почти 35 лет, постоянно пытаясь обжаловать свои приговоры, а также добиться признания своей невменяемости. 
23 мая 2019 года Лонг был казнён. В тот день он съел свою последнюю трапезу в 9:30 утра по местному времени; он попросил ростбиф, бекон, картофель фри и содовую. Он был объявлен мёртвым в 18:55 вечера; перед казнью Лонг ничего не сказал.